# Nāḩiyat al Manşūrah
Nāḩiyat al Manşūrah (arabiska: ناحية أبو هريرة, ناحية المنصورة) är ett subdistrikt i Syrien.   Det ligger i provinsen ar-Raqqah, i den centrala delen av landet, 300 km nordost om huvudstaden Damaskus.
Trakten runt Nāḩiyat al Manşūrah är ofruktbar med lite eller ingen växtlighet. Runt Nāḩiyat al Manşūrah är det ganska tätbefolkat, med 83 invånare per kvadratkilometer.